# El Perdido
Pour plus de détails, voir Fiche technique et Distribution.
El Perdido (The Last Sunset) est un film américain réalisé par Robert Aldrich, sorti en 1961.

## Synopsis
Brendan 'Bren' O'Malley, coupable de meurtre, fuit vers le Mexique. Il y retrouve Belle, un amour de jeunesse. Elle est mariée à John Breckenridge, propriétaire d'un ranch. Il rencontre Missy, la fille de Belle.
John Breckenridge cherche des hommes pour conduire son troupeau jusqu'au Texas. O'Malley accepte.
Le shérif Dana Stribling, à la poursuite de O'Malley, arrive à son tour au ranch Breckenridge. Il se fait également embaucher pour escorter le troupeau, afin de garder un œil sur O'Malley, contre qui il ne peut légalement agir qu'en territoire américain.
Au fil du voyage, Breckenridge, qui se révèle ivrogne et lâche, est tué dans une rixe ; Stribling et Belle, attirés l'un par l'autre, projettent de se marier. Parallèlement, une relation intense se noue entre O'Malley et Missy.

## Analyse critique
Ce vrai-faux western est profond et poétique. Il aborde des thématiques d'actualité, comme la condition de la femme qui est réduite à une proie
tandis que l'homme est dans le meilleur des cas courageux mais condamné à tuer ou se faire tuer pour des questions d'honneur mal placé et dans le pire des cas
un prédateur, un lâche ou un soulard.
Ce film évoque aussi le sujet de la responsabilité de ses propres actes.
Le personnage de Kirk Douglas est perdu moralement (El Perdido), il balance sans cesse entre la grandeur et la bassesse, sans jamais parvenir à choisir. Toujours
pris dans une illusion, jamais capable de se confronter à la réalité. Mais on juge un homme à la fin de sa vie...
Tous ces sujets dans un contexte de passions amoureuses à plusieurs bandes, et dans un environnement social misérable et impitoyable.
L'aspect artistique est remarquable, truffé de scènes poétiques (le veau qui a perdu sa mère, le bouquet de fleur final, etc.) et de références symboliques classiques, telles la symbolique traditionnellement ambivalente du jaune tout au long du film ou le déplacement final des deux protagonistes l'un vers l'autre, le shérif Stribling traversant la ville quand O'Malley arpente la nature.

## Fiche technique
- Titre : El Perdido
- Titre original : The Last Sunset
- Réalisation : Robert Aldrich
- Scénario : Dalton Trumbo d'après le roman Sundown at Crazy Horse de Howard Rigsby
- Production  : Eugene Frenke et Edward Lewis
- Société de production : Brynaprod S.A. et Universal Pictures
- Musique : Ernest Gold
- Photographie : Ernest Laszlo
- Direction artistique : Alexander Golitzen et Alfred Sweeney
- Costumes : Norma Koch
- Montage : Michael Luciano
- Pays d'origine :  États-Unis
- Format : Couleur (Eastmancolor) - Son : Mono (Westrex Recording System)
- Genre : Western
- Durée : 107 minutes
- Date de sortie : 
  -  États-Unis : 7 juin 1961
- Affiches : Macario Gómez Quibus (Espagne), Guy-Gérard Noël (France)

## Distribution
- Rock Hudson (V.F : Jacques Beauchey) : Dana Stribling
- Kirk Douglas (V.F : Roger Rudel) : Brendan 'Bren' O'Malley
- Dorothy Malone (V.F : Claire Guibert)  : Belle Breckenridge
- Joseph Cotten (V.F : Claude Bertrand) : John Breckenridge
- Carol Lynley (V.F : Arlette Thomas) : Melissa 'Missy' Breckenridge
- Neville Brand (V.F : Marcel Lestan) : Frank Hobbs
- Regis Toomey (V.F : Jean Berton) : Milton Wing
- James Westmoreland (V.F : Serge Lhorca) : Julesburg Kid
- Adam Williams (V.F : Henri Djanik) : Calverton, celui qui tue John Breckenridge (cf: remarque)
- Jack Elam (V.F : Jean Berton) : Ed Hobbs
- John Shay (V.F : Marcel Lestan) : Bowman

## Remarque
Cette précision est apportée car dans la version française le nom du personnage n'est pas prononcé.

## Sortie vidéo
Le film sort en combo DVD/Blu-ray le 17 février 2020 édité par Sydonis Calysta, sans bonus.